# Чемпіонат Танзанії з футболу 2014—2015: Прем'єр-ліга
Танзанійська Прем'єр-ліга 2014—15 (англ. Tanzanian Premier League 2014-15, суах. Ligi Kuu Bara 2014-15) — 50-й сезон чемпіонату Танзанії, який проходив із 20 вересня 2014 по 9 травня 2015. Чемпіоном турніру у 20-й раз став Янг Африканс.

## Учасники
У чемпіонаті брали участь 14 команд:
| Клуб             | Місто        | Стадіон              | Місткість |
| ---------------- | ------------ | -------------------- | --------- |
| Азам             | Дар-ес-Салам | Чамазі               | 7 000     |
| Кагера Шугар     | Букоба       | Кайтаба              | 5 000     |
| Коустал Юніон    | Танга        | Мкваквані            | 10 000    |
| Мбея Сіті        | Мбея         | Сокойне              | 10 000    |
| Мгамбо           | Танга        | Мкваквані            | 10 000    |
| Мтібва Шугар     | Туріані      | Джамхурі             | 10 000    |
| Нданда           | Мтвара       | Сангванда Сіджаона   | 15 000    |
| Полісі Морогоро  | Морогоро     | Джамхурі             | 10 000    |
| Руву Старс       | Додома       | Ухуру                | 25 000    |
| Руву Шутінг      | Додома       | Ухуру                | 25 000    |
| Сімба            | Дар-ес-Салам | Національний стадіон | 60 000    |
| Стенд Юнайтед    | Шиньянга     | Камбараге            | 10 000    |
| Танзанія Прізонс | Мбея         | Сокойне              | 10 000    |
| Янг Афріканс     | Дар-ес-Салам | Національний стадіон | 60 000    |

## Турнірна таблиця
| М  | Команда          | І  | В  | Н  | П  | МЗ | МП | РМ  | О  | Кваліфікація або пониження в класі         |
| -- | ---------------- | -- | -- | -- | -- | -- | -- | --- | -- | ------------------------------------------ |
| 1  | Янг Афріканс Ч   | 26 | 17 | 4  | 5  | 52 | 18 | +34 | 55 | Кваліфікація у Лігу чемпіонів КАФ 2016     |
| 2  | Азам             | 26 | 13 | 10 | 3  | 36 | 18 | +18 | 49 | Кваліфікація у Кубок Конфедерацій КАФ 2016 |
| 3  | Сімба            | 26 | 13 | 8  | 5  | 38 | 19 | +19 | 47 |                                            |
| 4  | Мбея Сіті        | 26 | 8  | 10 | 8  | 22 | 22 | 0   | 34 |                                            |
| 5  | Коустал Юніон    | 26 | 8  | 10 | 8  | 21 | 25 | −4  | 34 |                                            |
| 6  | Кагера Шугар     | 26 | 8  | 8  | 10 | 22 | 26 | −4  | 32 |                                            |
| 7  | Мтібва Шугар     | 26 | 7  | 10 | 9  | 25 | 26 | −1  | 31 |                                            |
| 8  | Руву Старс       | 26 | 8  | 7  | 11 | 20 | 25 | −5  | 31 |                                            |
| 9  | Нданда           | 26 | 8  | 7  | 11 | 21 | 29 | −8  | 31 |                                            |
| 10 | Стенд Юнайтед    | 26 | 8  | 7  | 11 | 23 | 34 | −11 | 31 |                                            |
| 11 | Танзанія Прізонс | 26 | 5  | 14 | 7  | 18 | 22 | −4  | 29 |                                            |
| 12 | Мгамбо           | 26 | 8  | 5  | 13 | 18 | 28 | −10 | 29 | Пониження до Першого дивізіону Танзанії    |
| 13 | Руву Шутінг      | 26 | 7  | 8  | 11 | 16 | 29 | −13 | 29 | Пониження до Першого дивізіону Танзанії    |
| 14 | Полісі Морогоро  | 26 | 5  | 10 | 11 | 16 | 27 | −11 | 25 | Пониження до Першого дивізіону Танзанії    |

Оновлено після матчів 10 травня 2015
Джерела: Результати
Правила класифікації: 
1) очок; 2) різниця м'ячів; 3) кіл-ть забитих м'ячів.
(Ч) = Чемпіон; (Пн)/(В) = Понижено в класі/Вибув; (Пв) = Підвищення в класі; (ПП) = Переможець плей-оф; (Н) = Перехід до наступного раунду. 
Застосовується тільки коли сезон ще не закінчений: 
(К) = Кваліфікований до раунду турніру; (КН) = Кваліфікований до турніру, але не до конкретного раунду; (Д) = Дискваліфікований з турніру.